# Michael Kunze
Michael Kunze (Praag, 9 november 1943) is een Duits scenarioschrijver voor televisie en musicals en liedschrijver. Artiesten als Udo Jürgens, Peter Maffay, Nana Mouskouri, Julio Iglesias en Sister Sledge vertolkten liedjes van hem. Hij kreeg 79 gouden platen uitgereikt. Twee van zijn musicals verschenen op Broadway.

## Biografie
Kunze werd geboren in Praag en groeide op in München. Hij studeerde rechten, filosofie en geschiedenis en behaalde een doctorsgraad in de rechten. Sinds 1970 werkt hij echter als muziekproducer en songwriter, en later als librettist (schrijver van onder meer musicals).
Hij had hier succes in en dankzij zijn liedjes hadden internationaal bekende Duitstalige artiesten hun grootste hits. Voorbeelden hiervan zijn Nana Mouskouri, Münchener Freiheit, Peter Alexander, Udo Jürgens, Peter Maffay en Juliane Werding. Daarnaast schreef hij ook Engels werk, zoals voor Sister Sledge, Julio Iglesias, Herbie Mann, Gilbert Bécaud en de Silver Convention.
Voor Silver Connection schreef hij samen met de Hongaar Sylvester Levay het nummer Fly, Robin, fly. Dit lied leverde hem als eerste Duitser een Grammy Award op. Ook belandde het op nummer 1 van verschillende Amerikaanse hitlijsten. Daarnaast werd Kunze vele malen onderscheiden en kreeg hij 79 gouden en platina platen uitgereikt.
Verder schreef hij stukken voor toneel, zoals Elisabeth, dat naar meer talen vertaald werd en negen miljoen maal werd bezocht. Ander werk van zijn hand is bijvoorbeeld Dance of the vampires, Tanz der Vampire, Mozart!, Rebecca en Marie Antoinette. Twee van zijn werken werden ook op Broadway vertoond.